# Infobase Publishing
« Infobase Publishing » est une maison d'édition américaine des ouvrages de référence et des manuels destinés aux écoles secondaires et à des programmes d'études de l'université notamment dans les domaines des études de marchés.[réf. nécessaire]« Infobase Publishing » exploite un certain nombre d'activités pour ces impressions, notamment Facts On File, Films for the Humanities & Sciences, Cambridge Educational, Chelsea House (qui sert également à l'impression de la collection spéciale de la série « Bloom's Literary Criticism », sous la direction du critique littéraire Harold Bloom), et de la maison d'édition Ferguson.[réf. nécessaire]

## L'histoire
La société de capitaux privés Veronis Suhler Stevenson a racheté Facts on File et Chelsea House en 2005,.  Infobase a racheté Films for the Humanities & Sciences en 2007 et The World Almanac en 2009.
Tout comme des œuvres non fictionnelle sur papier, Infobase imprime et publie des œuvres numériques, audio-visuels et des bases de données en ligne.[réf. nécessaire]
Facts On File publie des livres depuis 1941. L'éditeur publie des ouvrages de référence et de livres de commerce .

## Editeurs
- Facts On File
- Films for the Humanities & Sciences
- Cambridge Educational
- Chelsea House Publishing

- Bloom's Literary Criticism
- World Almanac
- Ferguson Publishing